# 斯托剌

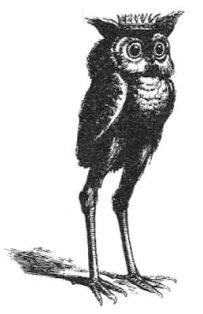
科兰·戴·布兰西所著《地獄辭典》的斯托剌畫像

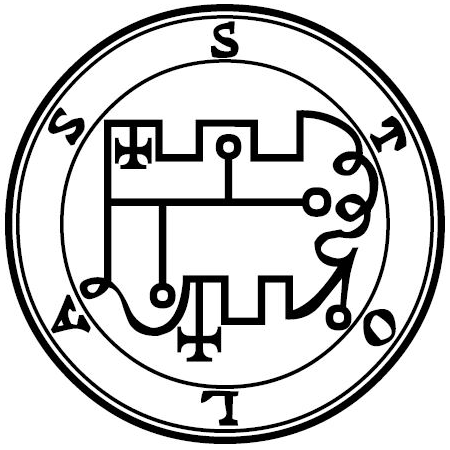
斯托剌的印記

斯托剌（Stolas），所羅門王72柱魔神中排第36位的魔神，統帥26個軍團。在《所羅門之鑰》內，是以貓頭鷹或烏鴉的形象出現在召喚者面前。宛如博學家，感受不到任何邪惡之氣的惡魔。在《地獄辭典》中出現的形象是一隻貓頭鷹，但雙腳細長且戴著王冠，儀態高雅。可應召喚者要求以人形出現。天文學的知識相當豐富。授人以天文学以及艺术，还可以甄别药草与宝石。